# Alfredo I, Príncipe de Windisch-Grätz
O general Alfredo Cândido Fernando, Príncipe de Windisch-Grätz (em alemão:  Alfred Candidus Ferdinand Fürst zu Windischgrätz; 11 de maio de 1787 – 21 de março de 1862), membro de uma antiga casa austro-boémia de Windisch-Graetz, foi marechal de campo do exército austríaco. Ele é mais conhecido pelo seu serviço durante as Guerras Napoleónicas e pelo seu papel na supressão das Revoluções de 1848 no Império Austríaco.

## Juventude e ancestralidade
Originária da Estíria, a dinastia Windisch-Graetz recebeu direitos de nobreza Inkolat pela Coroa da Boémia em 1574.
Alfredo nasceu em Bruxelas, então capital dos Países Baixos austríacos, filho do conde José Nicolau de Windisch-Graetz (1744–1802) e da sua segunda esposa, a duquesa Maria Leopoldina Francisca de Arenberg (1751–1812).
Com a ajuda do rico dote da sua mãe, a família fixou residência em Tachau (Tachov), tendo o senhorio sido adquirido pelo pai de Alfred em 1781.

## Napoleão
Ele começou a servir no exército imperial dos Habsburgos em 1804. Como oficial do exército austríaco, destacou-se durante as guerras travadas pela Monarquia dos Habsburgos no século XIX.
Windisch-Grätz participou de todas as guerras contra Napoleão e lutou com distinção na Batalha de Leipzig e na campanha de 1814. Em 1833 foi nomeado Marechal-Tenente de Campo (alemão: Feldmarschall-leutnant).

## Boémia
Em 1840, o Príncipe Windisch-Graetz foi nomeado comandante militar da cidade de Praga. Oito anos depois, durante os primeiros levantamentos da revolução de Viena, foi temporariamente colocado no comando militar do exército em torno da cidade e defendeu a subjugação dos cidadãos revoltosos pela força. No entanto, enfrentando oposição de ministros do governo dentro da cidade que preferiam o compromisso, foi obrigado a retirar-se e a voltar à sua posição em Praga. Este incidente fez com que fosse visto de forma impopular pela população austríaca em geral, gerando muita imprensa negativa entre os habitantes de Praga.
No entanto, os acontecimentos de Viena deixaram uma impressão duradoura no Príncipe, que testemunhou em primeira mão as consequências de estar mal preparado para uma insurreição popular e tomou medidas para adotar as precauções necessárias na cidade que governava. Ao longo do mês de abril seguinte, ele reforçou a presença militar em Praga, aumentando o número de soldados e fortificando posições estratégicas por toda a cidade. Isso só aumentou a raiva da população de Praga, que via as suas precauções com hostilidade e desconfiança. A cidade encontrava-se num estado de crescente excitação devido ao caos revolucionário que se espalhava pelo continente europeu durante 1848.
A 7 de junho, um grande grupo reuniu-se para peticionar a demissão do Príncipe. Três dias depois, uma reunião ainda maior, composta por muitos estudantes e cidadãos, juntou-se para exigir a retirada dos soldados das suas posições estratégicas e solicitar 2000 mosquetes, 80.000 cartuchos e uma única bateria para uso pessoal da população da cidade. Uma delegação de estudantes foi enviada para esperar a resposta de Windisch-Graetz, mas ele recusou-se a atender à petição. Contudo, conforme a delegação e os desejos do governador-civil da cidade, o Conde Thun, ele removeu uma bateria de artilharia dos Quartéis de José dentro da cidade para o Hradshin, o que a população considerava uma ameaça particular.
Entretanto, os distúrbios civis na cidade só aumentavam e, a 12 de junho, o descontentamento estava a atingir um ponto de ebulição. Os cidadãos insultavam os soldados nas ruas e lutas entre o exército e revolucionários armados eclodiam por toda a cidade, enquanto a população erguia barricadas. Uma tentativa do Arquiduque Fernando de pacificar a situação falhou, pois, ao aparecer nas ruas com vários outros funcionários da cidade para instar a população a depor as armas, o presidente da câmara, Príncipe Lubkowitz, foi alvo de disparos e o seu ajudante, Tenente Gustaker, teve o cavalo morto debaixo de si. A cidade estava agora em plena revolta contra a autoridade imperial.
Nessa altura, à noite, a esposa de Windisch-Graetz foi morta dentro da sua própria casa, atingida por um disparo vindo das janelas superiores do hotel chamado "O Anjo Dourado", que ficava imediatamente em frente aos aposentos do comandante-geral. Poucos momentos após este acontecimento, Windisch-Graetz desceu do seu escritório para as ruas e dirigiu-se à grande multidão de cidadãos:
"Senhores, se o objetivo desta vil serenata é insultar-me como indivíduo, porque pertenço à aristocracia, então devem ir para a frente do meu próprio hotel, onde, sem serem perturbados, poderão satisfazer o vosso desejo; mas se, ao fazerem a demonstração diante deste edifício, pretendem lançar desprezo sobre o comandante militar da cidade, aviso-vos que punirei tal tentativa por todos os meios ao meu alcance. Apesar da minha esposa estar agora atrás de mim no seu próprio sangue, imploro-vos com toda a bondade para que se retirem e não me obriguem a usar contra vós toda a força e poder ao meu comando."
Assim que terminou o seu discurso, vários membros da multidão correram e agarraram-no, apressando-se em levá-lo ao poste de iluminação mais próximo, onde uma corda estava preparada para enforcá-lo. Ele foi rapidamente salvo pela intervenção dos seus soldados e, em seguida, declarou lei marcial em toda a Boémia.

## Hungria
Nomeado para o comando principal contra os revolucionários húngaros comandados por Lajos Kossuth, obteve alguns sucessos iniciais e reocupou Buda e Pest (janeiro de 1849), mas pela sua lentidão na perseguição permitiu que o inimigo se reunisse em números superiores e impedisse uma concentração efetiva das forças austríacas.
Em abril de 1849 ele foi destituído do comando e depois disso raramente apareceu novamente na vida pública.

## Vida pessoal

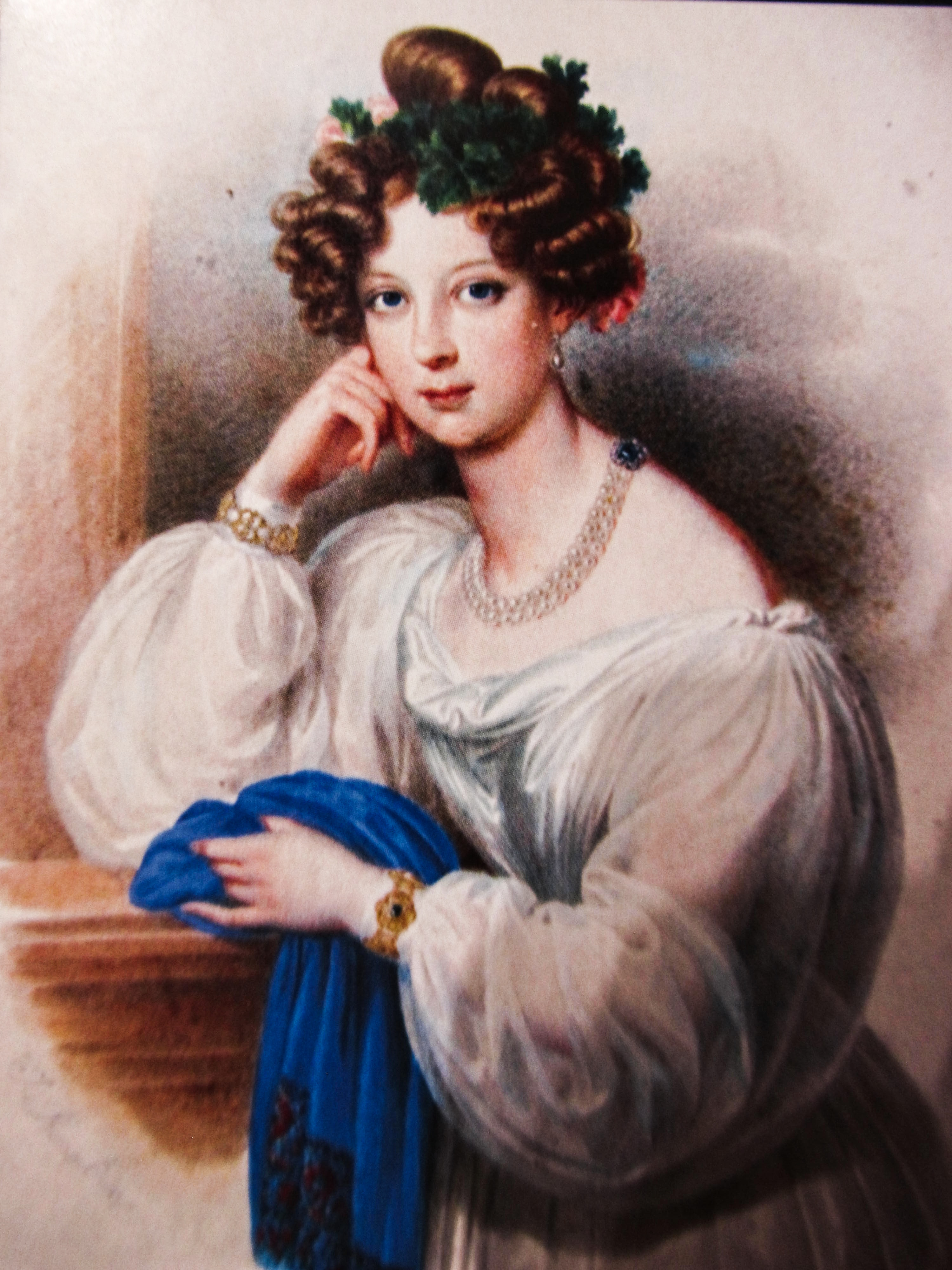
A sua esposa, a princesa Eleonore de Schwarzenberg.

Em 15 de junho de 1817 casou-se com a sua prima, a princesa Leonor de Schwarzenberg (1796–1848), que foi morta a tiros durante a Revolução de 1848. Ela era filha do príncipe Josef Johann de Schwarzenberg e da sua esposa, a duquesa Paulina de Arenberg (1774–1810). Eles tiveram sete filhos, cinco filhos e duas filhas.

## Citações
(Em referência aos constitucionalistas rebeldes) “Eles não querem ouvir sobre a Graça de Deus? Eles vão ouvir a graça do canhão.”

## Ancestralidade
|  |                                                                                 |  |  |  |  |  |  |  |  |  |  |  |  |  |  |  |
|  | 8. Conde Viktorin Karl de Windisch-Grätz                                        |  |  |  |  |  |  |  |  |  |  |  |  |  |  |  |
|  |                                                                                 |  |  |  |  |  |  |  |  |  |  |  |  |  |  |  |
|  |                                                                                 |  |  |  |  |  |  |  |  |  |  |  |  |  |  |  |
|  | 4. Conde Leopoldo Carlos de Windisch-Grätz                                      |  |  |  |  |  |  |  |  |  |  |  |  |  |  |  |
|  |                                                                                 |  |  |  |  |  |  |  |  |  |  |  |  |  |  |  |
|  |                                                                                 |  |  |  |  |  |  |  |  |  |  |  |  |  |  |  |
|  | 9. Condessa Marie Ernestine de Strassoldo                                       |  |  |  |  |  |  |  |  |  |  |  |  |  |  |  |
|  |                                                                                 |  |  |  |  |  |  |  |  |  |  |  |  |  |  |  |
|  |                                                                                 |  |  |  |  |  |  |  |  |  |  |  |  |  |  |  |
|  | 2. Conde José Nicolau de Windisch-Graetz                                        |  |  |  |  |  |  |  |  |  |  |  |  |  |  |  |
|  |                                                                                 |  |  |  |  |  |  |  |  |  |  |  |  |  |  |  |
|  |                                                                                 |  |  |  |  |  |  |  |  |  |  |  |  |  |  |  |
|  | 10. Conde Ludwig Andreas de Khevenhüller                                        |  |  |  |  |  |  |  |  |  |  |  |  |  |  |  |
|  |                                                                                 |  |  |  |  |  |  |  |  |  |  |  |  |  |  |  |
|  |                                                                                 |  |  |  |  |  |  |  |  |  |  |  |  |  |  |  |
|  | 5. Condessa Maria Antónia de Khevenhüller                                       |  |  |  |  |  |  |  |  |  |  |  |  |  |  |  |
|  |                                                                                 |  |  |  |  |  |  |  |  |  |  |  |  |  |  |  |
|  |                                                                                 |  |  |  |  |  |  |  |  |  |  |  |  |  |  |  |
|  | 11. Philippina Maria Anna Josepha, Condessa de Lamberg                          |  |  |  |  |  |  |  |  |  |  |  |  |  |  |  |
|  |                                                                                 |  |  |  |  |  |  |  |  |  |  |  |  |  |  |  |
|  |                                                                                 |  |  |  |  |  |  |  |  |  |  |  |  |  |  |  |
|  | 1. Alfredo I, Príncipe de Windisch-Grätz                                        |  |  |  |  |  |  |  |  |  |  |  |  |  |  |  |
|  |                                                                                 |  |  |  |  |  |  |  |  |  |  |  |  |  |  |  |
|  |                                                                                 |  |  |  |  |  |  |  |  |  |  |  |  |  |  |  |
|  | 12. Leopold Philippe de Arenberg, 4.º Duque de Arenberg, 10.º Duque de Aarschot |  |  |  |  |  |  |  |  |  |  |  |  |  |  |  |
|  |                                                                                 |  |  |  |  |  |  |  |  |  |  |  |  |  |  |  |
|  |                                                                                 |  |  |  |  |  |  |  |  |  |  |  |  |  |  |  |
|  | 6. Carlos Maria Raimundo, 5.º Duque de Arenberg, 11.º Duque de Aarschot         |  |  |  |  |  |  |  |  |  |  |  |  |  |  |  |
|  |                                                                                 |  |  |  |  |  |  |  |  |  |  |  |  |  |  |  |
|  |                                                                                 |  |  |  |  |  |  |  |  |  |  |  |  |  |  |  |
|  | 13. Dona Maria Francisca Pignatelli, Duquesa de Bisaccia, Condessa de Egmond    |  |  |  |  |  |  |  |  |  |  |  |  |  |  |  |
|  |                                                                                 |  |  |  |  |  |  |  |  |  |  |  |  |  |  |  |
|  |                                                                                 |  |  |  |  |  |  |  |  |  |  |  |  |  |  |  |
|  | 3. Princesa e Duquesa Leopoldina de Arenberg                                    |  |  |  |  |  |  |  |  |  |  |  |  |  |  |  |
|  |                                                                                 |  |  |  |  |  |  |  |  |  |  |  |  |  |  |  |
|  |                                                                                 |  |  |  |  |  |  |  |  |  |  |  |  |  |  |  |
|  | 14. Louis Engelbert, Conde de La Marck                                          |  |  |  |  |  |  |  |  |  |  |  |  |  |  |  |
|  |                                                                                 |  |  |  |  |  |  |  |  |  |  |  |  |  |  |  |
|  |                                                                                 |  |  |  |  |  |  |  |  |  |  |  |  |  |  |  |
|  | 7. Condessa Louise Marguerite de La Marck e de Schleiden                        |  |  |  |  |  |  |  |  |  |  |  |  |  |  |  |
|  |                                                                                 |  |  |  |  |  |  |  |  |  |  |  |  |  |  |  |
|  |                                                                                 |  |  |  |  |  |  |  |  |  |  |  |  |  |  |  |
|  | 15. Marie Anne Hyacinthe de Visdelou, Dama de Bienassis                         |  |  |  |  |  |  |  |  |  |  |  |  |  |  |  |
|  |                                                                                 |  |  |  |  |  |  |  |  |  |  |  |  |  |  |  |
|  |                                                                                 |  |  |  |  |  |  |  |  |  |  |  |  |  |  |  |